# نسرين
النسرين أو ورد الكلاب أو ورد السياج أو ورد نسر أو ورد بري أو الجلنسرين أو الورديات (الاسم العلمي: Rosa canina) هو نوع من النباتات يتبع جنس الورد من الفصيلة الوردية. نشأ في أوروبا وآسيا. تنمو الشجيرات الحولية لارتفاع 2-3 م والفروع تكون شوكية. رائحة زهر النسرين تشبه رائحة التفاح. وهو نبات معمر ينبت برياً في الجبال. هي مقوسة إلى الأسفل وشائكة و أوراقها بيضوية الشكل وتزهر في شهر يونيو و أزهارها مستديرة ومكونة من خمس ورقات بيضاء مشربة بحمرة خفيفة (وردية وثمارها فيما بعد حمراء وبشكل الزيتون و حجمه) و تحتوي ثمارها على بذور صغيرة وشعيرات دقيقة شائكة.

## تركيب الزهرة
لونها أبيض ولها رائحة عطرية قوية، ساقها مخضرة، وأوراقها ريشية، والأزهار وردية باهته فردية أو عذقية التجميع يتركب من مواد عفصية، حمض الخليك، حمض الليمون، فيتامين ج، مواد ملونة.

## الثمار
تُسمَّى ثمار النسرين الدَّلِيك، حيث تحمر حتى تكون كالبُسر فتنضج فتحلو فتؤكل.

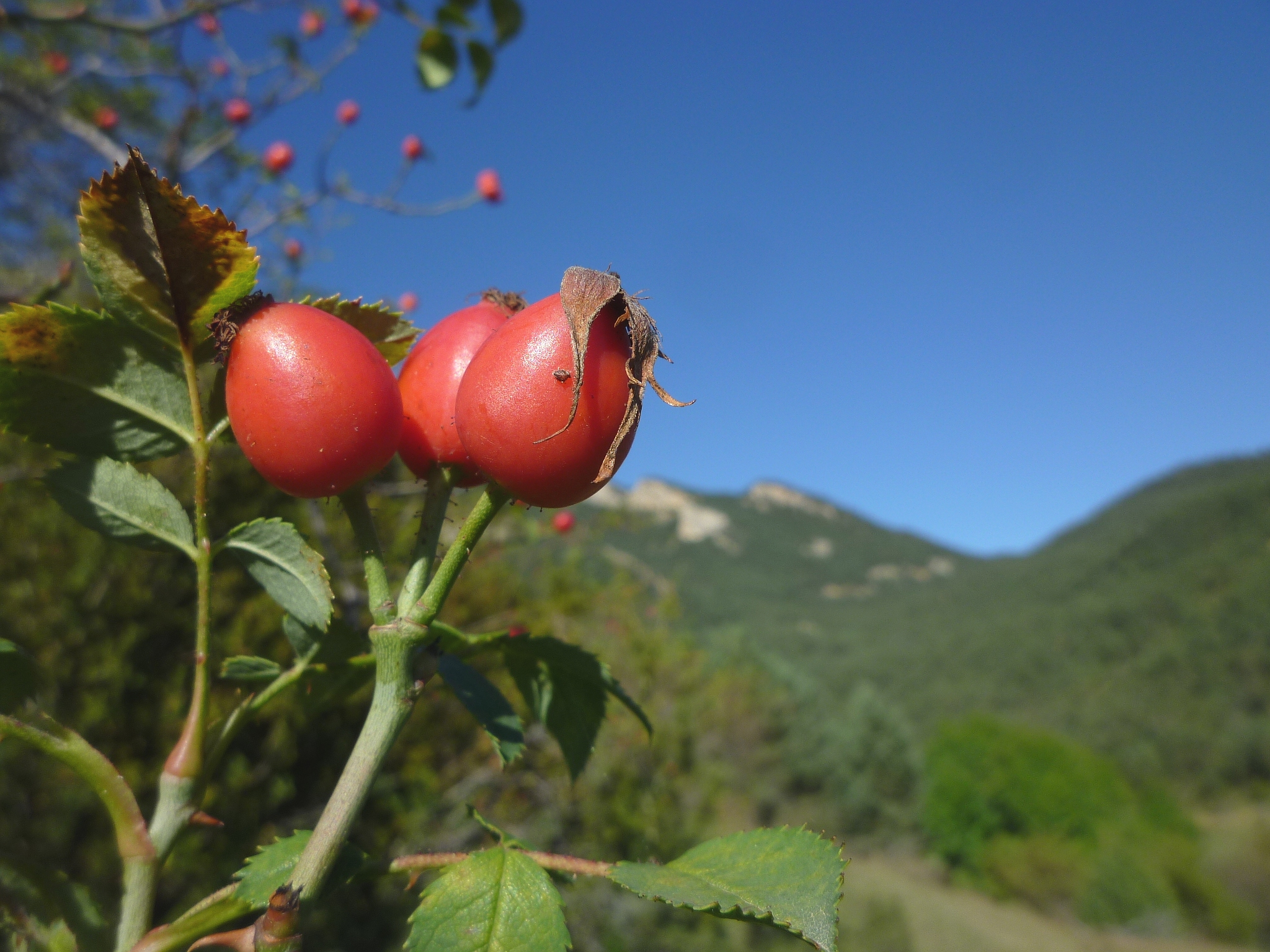
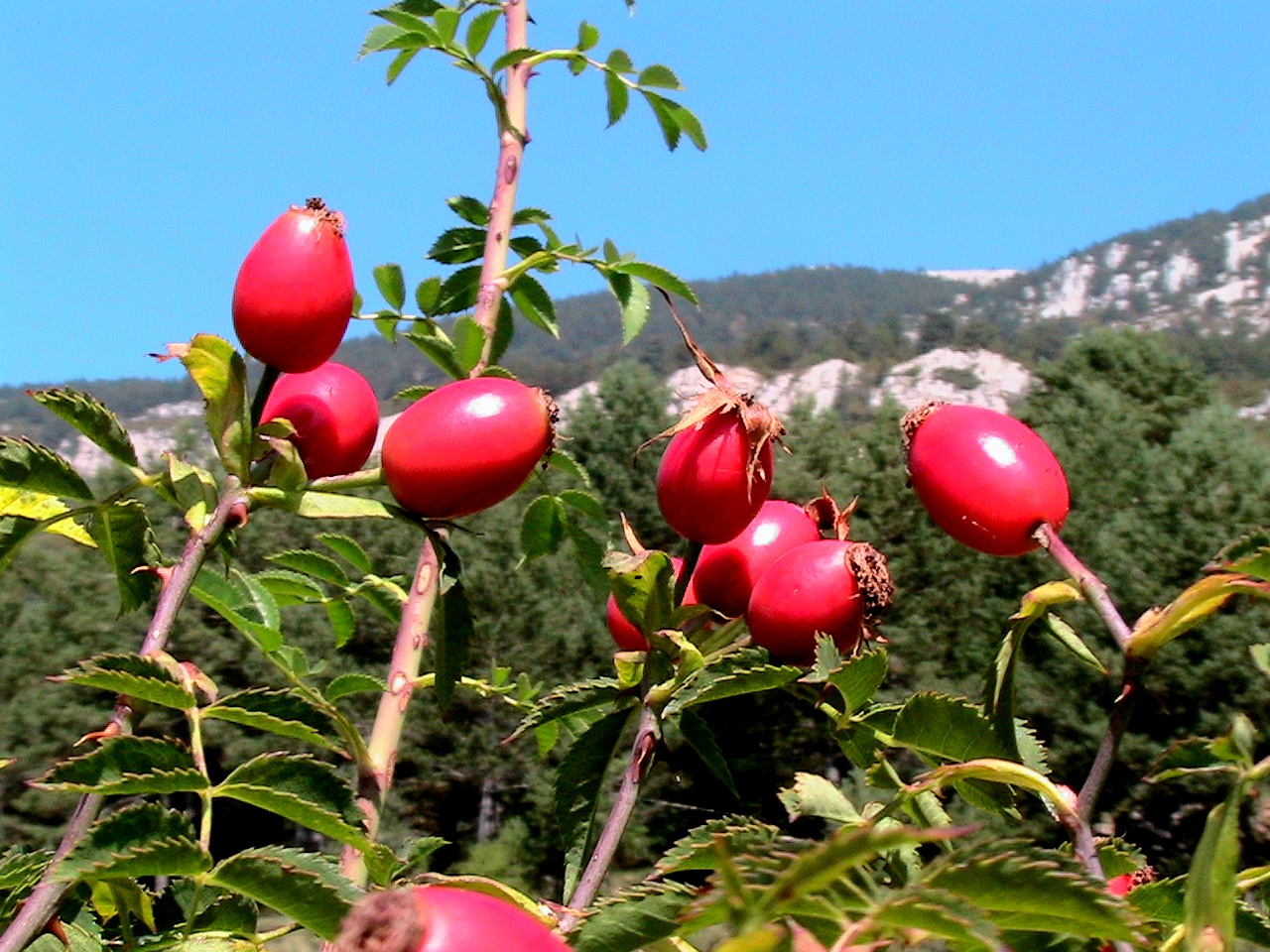
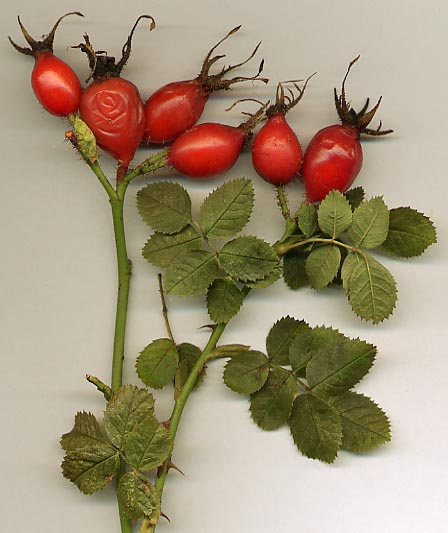